# Таратута, Виктор Константинович
Ви́ктор Константи́нович Тарату́та (апрель 1881 года, Елисаветград, Херсонская губерния — 13 мая 1926, Москва) — профессиональный русский революционер, журналист, советский государственный деятель.

## Биография
Член РСДРП(б) с 1898 года, кандидат в члены ЦК РСДРП (1907—1911). Партийный псевдоним — «Виктор».
Окончил Одесское ремесленное училище.
Участник Кавказской областной конференции в Тифлисе в ноябре 1904 года, делегат от Батума.
Делегат 4-го (1906), 5-го (1907) съездов партии, на 5-м Лондонском съезде по ходатайству Ленина избран кандидатом в члены ЦК РСДРП и введён в состав Большевистского центра. Делегат 5-й (общероссийской) конференции РСДРП (1908).
Мебельный фабрикант Николай Шмит, который был спонсором большевиков, умер в Бутырской тюрьме 13 февраля 1907 года и оставил большое наследство. Наследство осталось сёстрам Шмита — Екатерине и Елизавете. Ленин выделил двух надёжных большевиков, чтобы они добились женитьбы на сёстрах Шмит. Одним из них был Виктор Таратута, он женился на Елизавете и сразу же уговорил отдать большевикам все свои деньги.
В 1909—1919 годах в эмиграции во Франции, с 1917 года член Французской социалистической партии.
С 1919 года в Москве: управляющий делами ВСНХ СССР, секретарь Коминтерна. Затем в 1921—1924 годах председатель правления треста «Моссукно». С 1924 года председатель правления Банка для внешней торговли СССР.
Скончался 13 мая 1926 года от приступа грудной жабы. Похоронен на Новодевичьем кладбище.

## Семья
- Жена — Елизавета Павловна Шмит (1887—1937), член РСДРП с 1905 года, сестра Н. П. Шмита.

Дети:
- Нина (1908—1967) — экономист-юрист, работала библиографом в ВГБИЛ[4].
- Николай (1915—1994) — участник Великой Отечественной войны[5], работал в НИИ Радио[6].
- Лидия (1917—1999).